# Under Control
Under Control (Originaltitel: chinesisch 玻璃樽, Pinyin Bōlízūn, Jyutping Bo1lei4zeon1, kant.: „Glasflasche“), auch unter dem Titel Gorgeous bekannt, ist ein 1999 in Hongkong erschienener Action- und Martial-Arts-Film mit Jackie Chan.

## Handlung
Bu lebt in einem kleinen Fischerdorf auf Taiwan. Als sie eine Flaschenpost aus dem Meer fischt und darin die Botschaft „Ich bin allein. Wie ist es mit dir?“ eines Hongkongers inklusive dessen Adresse findet, macht sie sich auf den Weg, ihren vermeintlichen Traumprinzen zu suchen.
Sie trifft den Absender. Da dieser homosexuell ist, entwickelt sich nur eine Freundschaft. Sie lernt aber den Millionär Chan kennen. Die beiden erleben eine schöne Zeit miteinander, doch als Chan geschäftlich mehr eingebunden ist und sich zusätzlich auch noch mit Neidern auseinandersetzen muss, vernachlässigt er Bu, die enttäuscht in ihr Heimatdorf zurückkehrt. Erst jetzt merkt der Millionär, wie wichtig sie ihm war. Er reist ihr hinterher und schafft es am Ende, ihr Herz zu erobern.

## Kritik
„Unterdurchschnittliche Fließbandproduktion voller harmloser Albernheiten. Jackie Chan, Zugpferd und Martial-Arts-Ikone, erreicht nicht annähernd den Standard seiner ansonsten virtuosen Kampfchoreografien.“

## Trivia
- Alternative Titel des Filmes sind: Glass Bottle und High Risk.
- Under Control ist Jackie Chans erste romantische Komödie, daher gibt es in dem Film auch nur drei richtige Kampfszenen.
- Im asiatischen Raum war der Film kommerziell sehr erfolgreich.
- Die deutschen Fassungen sind in der Handlung extrem geschnitten, es fehlen circa zwanzig Minuten. Darunter sind einige Cameo-Auftritte verschiedener Hongkong-Stars, Sketche (CYF-Szene am Airport), aber auch Dialog-Szenen. 2008 kam dann auf DVD die Special Uncut Edition, in der diese zwanzig Minuten vorhanden, aber nur deutsch untertitelt sind, heraus.